# Jiří Bicek
Jiří Bicek (* 3. Dezember 1978 in Košice, Tschechoslowakei) ist ein ehemaliger slowakischer Eishockeyspieler, der zuletzt bis 2018 beim HC Košice in der slowakischen Extraliga unter Vertrag stand. Er nahm mit der slowakischen Nationalmannschaft an zwei Weltmeisterschaften teil und spielte für die New Jersey Devils 69-mal in der National Hockey League (62 × in der Hauptrunde; 7 × in den Playoffs).

## Karriere
Jiří Bicek begann seine Karriere als Eishockeyspieler in seiner Heimatstadt in der Jugend des TJ VSŽ Košice, für dessen Profimannschaft er von 1995 bis 1997 in der slowakischen Extraliga aktiv war. In dieser Zeit gewann er mit dem Team in der Saison 1995/96 erstmals die slowakische Meisterschaft und wurde im folgenden Jahr Vizemeister. Bereits 1996 hatten ihn die Belleville Bulls beim CHL Import Draft als insgesamt 29. Spieler und im Folgejahr die Halifax Mooseheads als insgesamt 61. Akteur gezogen. Anschließend wurde er im NHL Entry Draft 1997 in der fünften Runde als insgesamt 131. Spieler von den New Jersey Devils ausgewählt, für die er in der Saison 2000/01 sein Debüt in der National Hockey League gab. Zuvor hatte der Angreifer bereits drei Jahre ausschließlich für deren Farmteam aus der American Hockey League, die Albany River Rats, gespielt. Mit den New Jersey Devils gewann der Linksschütze in der Saison 2002/03 als erster Slowake überhaupt den prestigeträchtigen Stanley Cup, nachdem er sich mit seiner Mannschaft im Finale gegen die Mighty Ducks of Anaheim durchgesetzt hatte. 
Am 17. September 2004 wurde Bicek als Free Agent von seinem Ex-Club HC Košice verpflichtet, den er am Saisonende verließ, um für Leksands IF in der schwedischen Elitserien zu spielen. Zuvor war er für das geinsame All-Star-Game der slowakischen und der tschechischen Extraliga nominiert worden. Nachdem der Flügelspieler die Saison 2006/07 erneut in Košice begonnen hatte, beendete er sie in Schweden bei Brynäs IF. Im Sommer 2007 erhielt der slowakische Nationalspieler einen Vertrag bei KalPa Kuopio aus der finnischen SM-liiga. Die folgende Spielzeit begann er bei deren Ligarivalen JYP Jyväskylä, der am Saisonende erstmals Finnischer Meister wurde. Zuvor unterschrieb er im Laufe der Spielzeit jedoch beim EHC Biel aus der Schweizer National League A, für den er bis Saisonende spielte. Zur Saison 2009/10 wechselte er in die Elitserien zu Södertälje SK. Für die Saison 2010/11 unterschrieb er einen Probevertrag beim neu gegründeten slowakischen KHL-Teilnehmer HC Lev Poprad. Da dieser den Spielbetrieb nicht aufnahm, war Bicek zunächst vereinslos. Nachdem er zwei Siele in der 1. Liga, der zweiten slowakischen Spielklasse, für den HC 07 Prešov absolviert hatte, wechselte er zum HC Kladno aus der tschechischen Extraliga, bei dem er bis 2013 unter Vertrag stand. Während dieser Zeit wurde er im Dezember 2012 an den HC Karlovy Vary ausgeliehen.
Ab Mai 2013 stand er wieder bei seinem Heimatverein unter Vertrag, mit dem er 2014 und 2015 erneut slowakischer Meister wurde. 2018 beendete er dort seine aktive Laufbahn.

### International
Für die Slowakei nahm Bicek zunächst an der U18-B-Europameisterschaft 1995 und nach dem dort errungenen Aufstieg an der U18-A-Europameisterschaft 1996 teil. Mit der U20-Mannschaft spielte er bei den U20-Junioren-Weltmeisterschaften 1996 und 1997 teil.
Des Weiteren stand er im Aufgebot der Slowakei bei den Weltmeisterschaften 1997 und 2009.

## Erfolge und Auszeichnungen
| - 1995 Aufstieg in die A-Gruppe bei der U18-B-Europameisterschaft - 1996 Slowakischer Meister mit dem TJ VSŽ Košice - 1997 Slowakischer Vizemeister mit dem TJ VSŽ Košice - 2000 AHL All-Star Classic - 2002 AHL All-Star Classic | - 2003 Stanley-Cup-Gewinn mit den New Jersey Devils - 2004 All-Star-Game der slowakischen und tschechischen Extraliga - 2014 Slowakischer Meister mit dem HC Košice - 2015 Slowakischer Meister mit dem HC Košice |